# Vicki Whitelaw
Vicki Whitelaw (Hobart, Tasmània, 2 d'agost de 1977) va ser una ciclista australiana professional del 2009 al 2011.

## Palmarès
- 2007
  - Campiona d'Oceania en contrarellotge
  - 1a al Canberra Tour i vencedora d'una etapa
- 2008
  - 1a al Tour de Bright i vencedora de 2 etapes
  - Vencedora d'una etapa al Tour de l'Aude
  - Vencedora d'una etapa al Giro d'Itàlia
- 2009
  - 1a al Tour de Bright i vencedora de 3 etapes
- 2010
  - 1a al Tour de l'Ardecha i vencedora d'una etapa
  - 1a al Tour de Bright i vencedora de 3 etapes
  - Vencedora d'una etapa al Trofeu d'Or